# Michaela Grimm
Michaela Grimm (Augsburgo, 25 de noviembre de 1988) es una deportista alemana que compitió en piragüismo en la modalidad de eslalon.
Ganó una medalla de bronce en el Campeonato Mundial de Piragüismo en Eslalon de 2011 y una medalla de bronce en el Campeonato Europeo de Piragüismo en Eslalon de 2012.

## Palmarés internacional
| Campeonato Mundial | Campeonato Mundial      | Campeonato Mundial | Campeonato Mundial |
| Año                | Lugar                   | Medalla            | Competición        |
| ------------------ | ----------------------- | ------------------ | ------------------ |
| 2011               | Bratislava (Eslovaquia) | Medalla de bronce  | C1 por equipos     |
| Campeonato Europeo |                         |                    |                    |
| Año                | Lugar                   | Medalla            | Competición        |
| 2012               | Augsburgo (Alemania)    | Medalla de bronce  | C1 individual      |